# Église de Kauhava
L'église de Kauhava est une église située au 5, rue Kirkkotie à Kauhava en Finlande.  
Elle a été édifiée par l'architecte Josef Stenbäck et est de style néogothique.

## Description
L'église peut accueillir 950 personnes assises. 
Elle a été bâtie de 1923 à 1925 en briques rouges et en  granite gris.
En 1964, l'intérieur est peint selon le projet de Yki Nummi et en 1980 la toiture est refaite en cuivre. 
La peinture du retable représente la scène "Jésus bénit les enfants". Elle a été peinte en 1882  et provient de l'ancienne église de Kauhava.
L'église de Kauhava est l'avant dernière église conçue par Josef Stenbäck avant l'Église de Killinkoski en 1928.
Les orgues sont a 31 jeux et ils ont été réalisés en 1968 par la Fabrique d'orgues de Kangasala.